# عادل عقله
عادل عقله العنزي، لاعب كرة قدم كويتي سابق. لعب مع نادي الكويت منذ أن كان في سن الثامنة. حقق بطولات مع النادي وساهم بتأهل المنتخب الأولمبي الكويتي للنهائيات.

## مسيرته الرياضية
بدأ مسيرته الرياضية حين قرر الالتحاق بنادي الجهراء القريب من منزله، ولكن تم رفضه بسبب صغر بنيته الجسدية، فأخذه أخاه الأكبر ناصر إلى نادي الكويت، وهناك تم اكتشاف موهبته الكروية. 